# 建新镇 (遂溪县)
建新镇，是中华人民共和国广东省湛江市遂溪县下辖的一个乡镇级行政单位。

## 行政区划
建新镇下辖以下地区：
土扎村、苏二村、卜巢村、库竹村、牛寮村和那仙村。

## 中国传统村落
2012年，苏二村被评为首批“中国传统村落”。